# Lukas Spengler
Pour les articles homonymes, voir Spengler.
Lukas Spengler, né le 16 septembre 1994 à Schaffhouse, est un coureur cycliste suisse, professionnel entre 2017 et 2019.

## Biographie
Lukas Spengler naît le 16 septembre 1994 à Schaffhouse en Suisse.
En cyclisme, il court pour le RRC Diessenhofen, il termine 2e du Tour de Berne juniors et 3e du championnat de Suisse du contre-la-montre juniors. 
Après avoir été stagiaire chez Atlas Personal-Jakroo d'août à décembre 2013, il devient membre de l'équipe BMC Development en 2014. Cette année-là, il termine 2e du championnat de Suisse sur route espoirs, 3e du Triptyque ardennais, 3e du Championnat de Zurich et 5e du ZLM Tour. 
En 2015, il remporte Paris-Roubaix espoirs.
En 2017, il est sélectionné pour participer aux championnats d'Europe de cyclisme sur route.
En août 2018, il termine 40e du championnat d'Europe sur route à Glasgow. Fin 2019, il arrête sa carrière à 25 ans. Il explique que « La vie d'athlète de compétition implique certaines exigences, par exemple des séjours solitaires et longs en Belgique, que je ne veux plus assumer ».

## Palmarès et classements mondiaux

### Palmarès sur route
- 2010

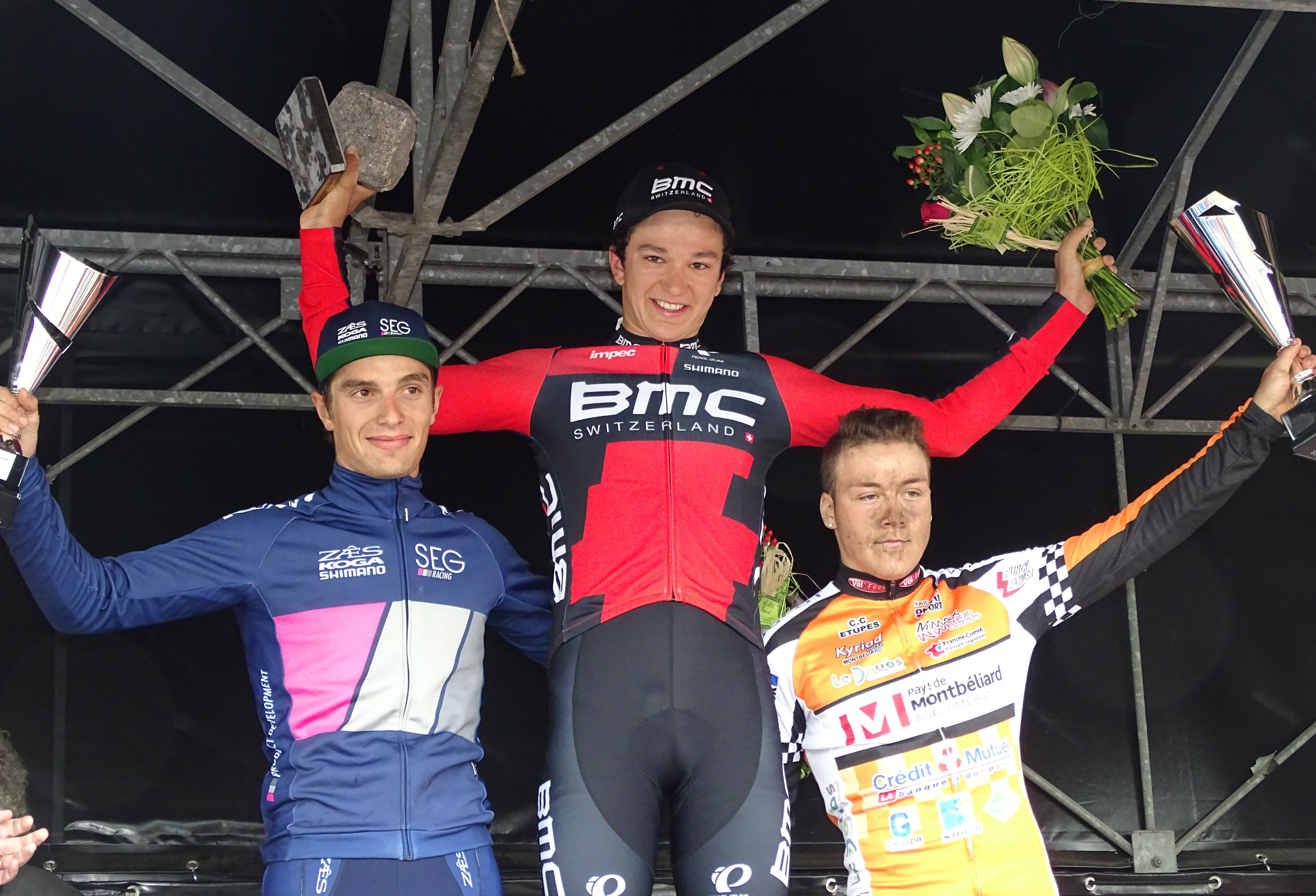
Podium de l'édition 2015 de Paris-Roubaix espoirs : Jenthe Biermans (2e), Lukas Spengler (1er) et Hugo Hofstetter (3e).

  - 3e du championnat de Suisse sur route débutants
- 2011
  - 2e du championnat de Suisse sur route juniors
  - 3e du Tour de Berne juniors
- 2012
  - 2e du Tour de Berne juniors
  - 3e du championnat de Suisse du contre-la-montre juniors
- 2013
  - Grand Prix Oberes Fricktal
  - 2e du Tour de Berne amateurs

- 2014
  - 2e du championnat de Suisse sur route espoirs
  - 3e du Prix des Vins Henri Valloton
  - 3e du Triptyque ardennais
  - 3e du Championnat de Zurich
- 2015
  - Paris-Roubaix espoirs
  - 3e du championnat de Suisse sur route espoirs
- 2016
  -  Champion de Suisse sur route espoirs
  - Prologue du Tour de Berlin (contre-la-montre par équipes)
  - 2e du championnat de Suisse du contre-la-montre espoirs

### Classements mondiaux
| Année           | 2014 | 2015 | 2016   | 2017 |
| --------------- | ---- | ---- | ------ | ---- |
| UCI Europe Tour | 460e | 393e | 1 562e | 580e |
| UCI Asia Tour   |      |      | 479e   |      |

## Récompenses
- Mendrisio d'argent : 2015